# Kristian Isager
Kristian Isager (født 7. juni 1946 i Vejle) er en dansk arkitekt, der særligt er kendt for sit arbejde med restaurering af bevaring af ældre byggeri.
Isager, der oprindeligt var uddannet murer og og siden bygningstekniker, dimitterede fra Kunstakademiets Arkitektskole i 1975. Allerede i 1974 etablerede han egen tegnestue, der siden 2001 har båret navnet Isager Arkitekter.
Blandt Isagers markante projekter er ombygningen af Brandts Klædefabrik i Odense 1980-1987 i samarbejde med Jørgen Stærmose, ombygningen af Kvægtorvet i Odense til hovedsæde for TV 2/Danmark 1987-1989 og udvidelsen af Johannes Larsen Museet i Kerteminde (1989-1990). Senere har han bl.a. stået for omdannelsen af Sukkertoppen i Valby til kulturhus og lokaler til Københavns Tekniske Skole (1991) og udvidelsen af Esbjerg Gymnasium (2003). Har har desuden været arkitekt for Folketinget og løst en lang række opgaver for Odense Kommune. Endelig har hans tegnestue vundet flere konkurrencer om byfornyelse, bybygning og nyt boligbyggeri i Tyskland, bl.a. i Kiel, Oberhausen og Schwerin.
Kristian Isager har desuden været medlem af Det Særlige Bygningssyn, Statens Kunstfond og Praktiserende Arkitekters Råd, ligesom han ofte deltager i debatten omkring byudvikling, særligt i hjembyen Odense.
For sin ombygning af Brandts Klædefabrik modtog han i 1985 prisen som Årets Fynbo.